# 洪命熹

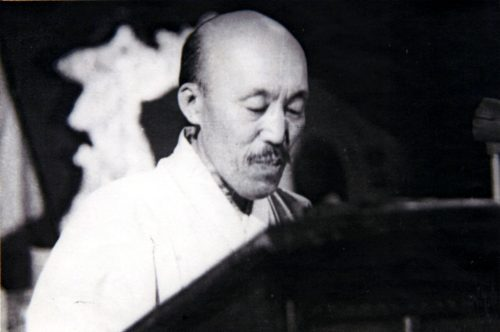
洪命熹

洪命熹（1888年5月23日—1968年3月22日），或譯洪命憙，号可人（가인）、碧初（벽초），朝鮮政治人物，他曾一度被該國當時的最高領導人金日成斗争，後來復出。

## 經歷

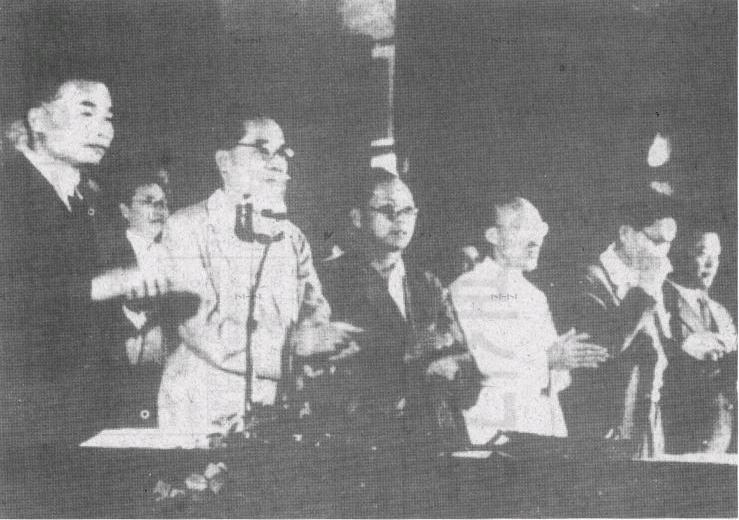
洪命熹（左四）與其他北韓官員。

洪命熹出生於朝鮮半島忠清北道槐山郡，後到日本留學。1919年，已返國的他指揮三一運動，試圖協助半島脫離日本的統治但未能成功。此後，他又成為東亞日報的主編輯。1945年二戰結束，半島得以獨立，他曾為大韓民國政府效力。1948年9月朝鮮民主主義人民共和國建立後，他決定為金日成政府效力，並被委任為朝鮮內閣副總理 。1956年因捲入政治鬥爭中而被金日成打倒，後來被免罪復出，官至最高人民会議常任委員會副委員長。1968年3月22日離世，後被安葬在平壤愛國烈士陵園。

## 資料來源
1. ↑  . 韓國民族文化大百科事典.   [2023-09-02].
2. 1 2  홍명희 - Daum 백과사전